# Thoscora brugea
Thoscora brugea is een vlinder uit de familie van de Megalopygidae. De wetenschappelijke naam van de soort is voor het eerst geldig gepubliceerd in 1904 door Schaus.